# Ngải tiên
Hedychium coronarium là một loài thực vật có hoa trong họ Gừng. Loài này được J.König mô tả khoa học đầu tiên năm 1783.

## Hình ảnh

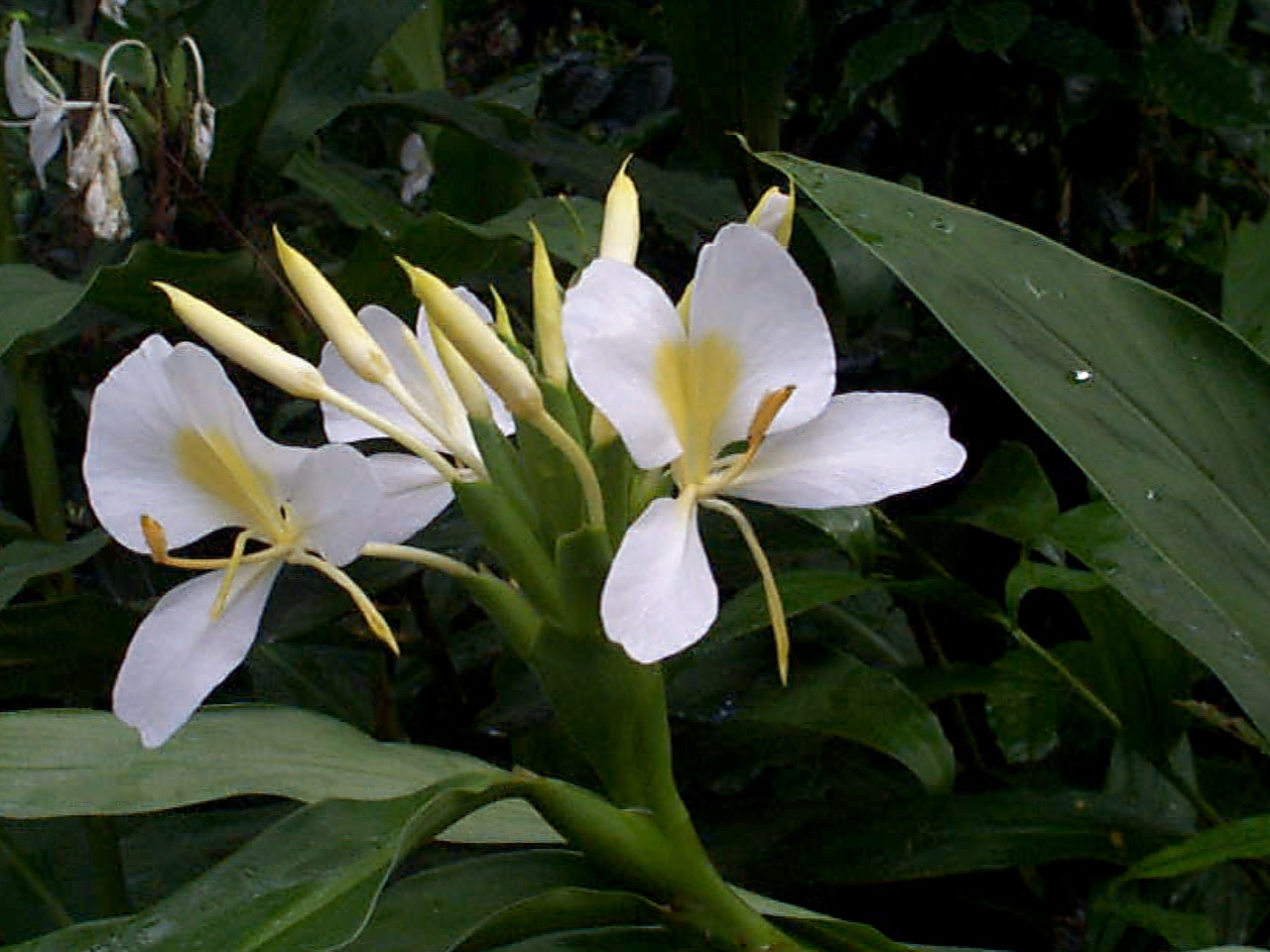
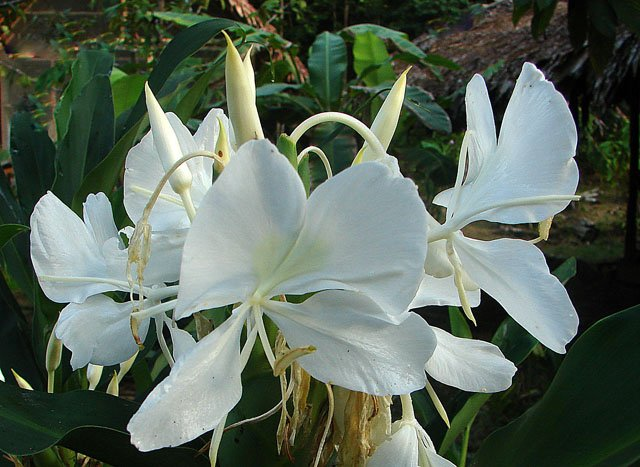
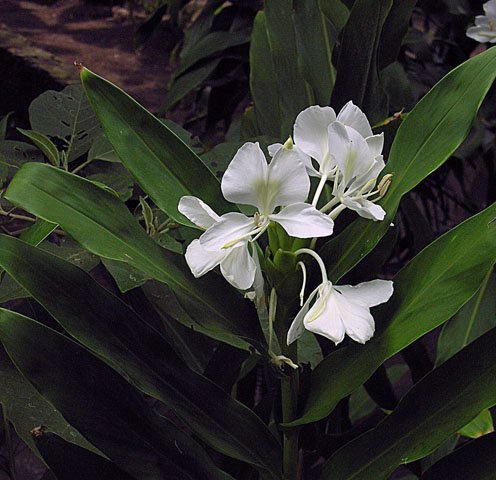
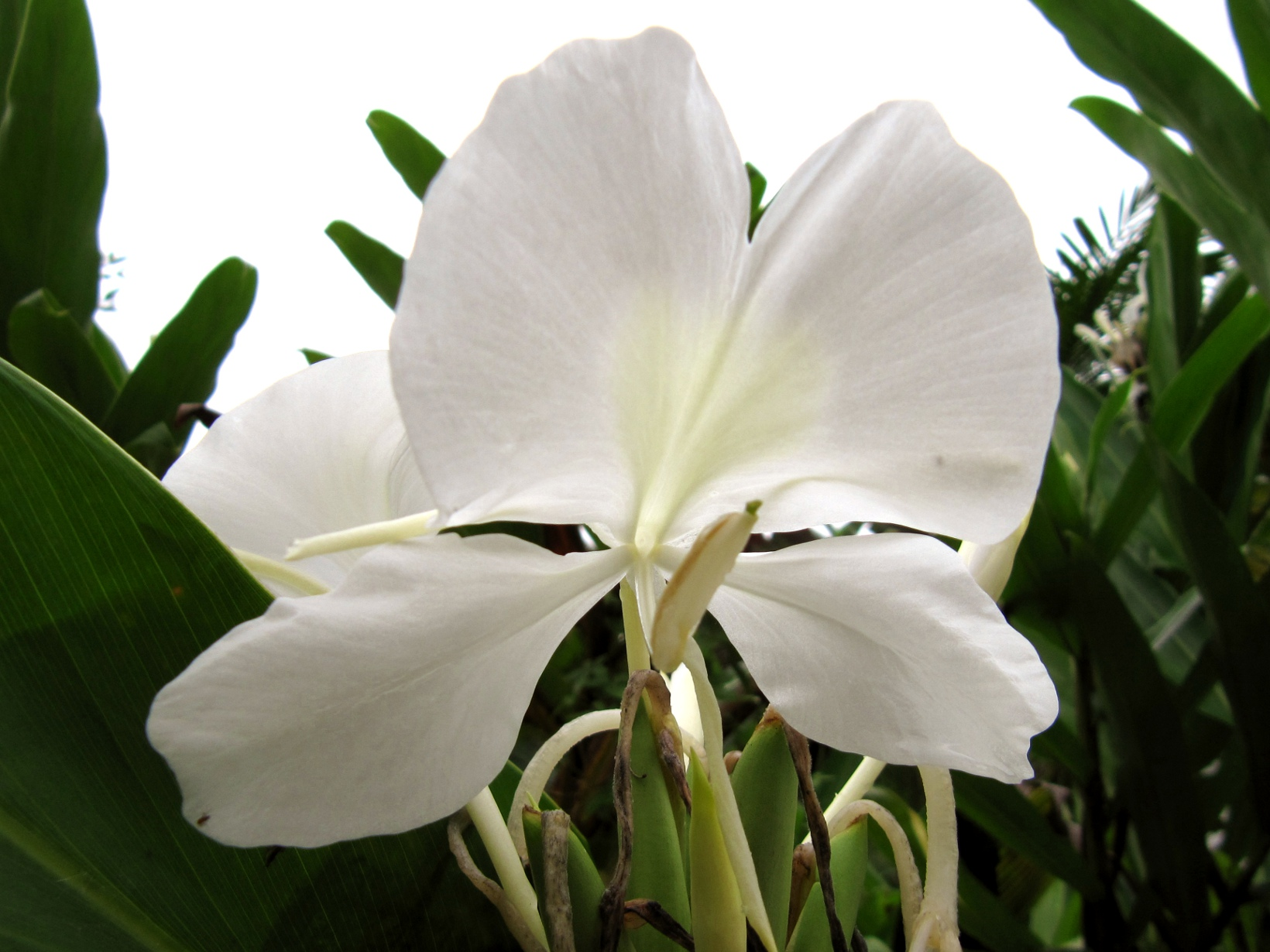